# Andreea Bănică
Andreea Bănică (Eforie, 21 giugno 1978) è una cantante e ballerina rumena.

## Biografia
Nata nel sud di Eforie, una città del distretto di Costanza, inizia a cantare all'età di 4 anni. Due anni dopo è già vincitrice di un concorso musicale e per questo decide di proseguire con la musica. Studia canto per quattro anni e pianoforte per due.

## Carriera
La sua carriera inizia nel 1998 con la partecipazione, insieme al gruppo Exotic, al Festival Mamaia. Con loro incide in tutto tre brani, di cui uno intitolato Sexy che risulterà essere quello di maggior successo; gli altri brani sono Uita-ma e Un sărut”. Il gruppo si scioglie definitivamente nel 2000 e l'anno successivo Andreea fonda, insieme alla collega Christin Rus, il duo dal nome Blondy. Collabora con lei fino al 2005, pubblicando tre album: Atât de aproape, O parte din tine e Dulce și amar.

## Carriera solista
Prosegue la carriera da solista mantenendo il nome del duo. I primi successi sono i singoli Dansez dansez e Fiesta che raggiungono la vetta di tutte le classifiche rumene. Il primo album esce in collaborazione con il connazionale Laurențiu Duță e contiene i singoli Îndrăgostiți e Dulce și amar. Nell'autunno del 2007 riceve da MTV il premio come Miglior artista solista e visto il grande successo decide di utilizzare il suo vero nome per continuare la sua carriera. Successivamente pubblica il suo secondo album dal titolo Rendez vous, anticipato dall'omonimo singolo. Durante questi anni collabora con artisti quali Marius Moga, Sandy Deac e produttori di artisti quali Leona Lewis e OneRepublic. Insieme a questi ultimi infatti all'inizio del 2008 lancia il singolo Încredere e con esso gira il videoclip diretto da Iulian Moga. Nel 2009 poco prima del parto gira il video del singolo Le Ri Ra e nell'estate dello stesso anno lancia il singolo Samba in collaborazione con il cantante connazionale Dony. Nel 2010 vince il premio Best Video per il video del singolo. La canzone ha riscosso molto successo specie in Bulgaria e l'artista ha voluto rendere felici i fan esibendosi in una serie di concerti nella nazione, divenendo in poco tempo l'artista più apprezzata a sud del Danubio. Nel 2011 lancia il remix del singolo Sexy, una delle canzoni più conosciute e di maggior successo nella sua carriera. Agli RRA Awards di quell'anno la canzone viene riprodotta insieme al singolo di Adrian Sînă, Love in Brasil di genere dance - latino, con cui Andreea ha collaborato. Altri singoli usciti sono: Electrified (2011), Could U (2012) e Shining Heart (2012), con Laurențiu Duță. Nel 2013 esce il suo nuovo singolo dal titolo In lipsa ta, in collaborazione con What's up.